# Won Kyun
Won Kyun ou Won Gyun (Pyeongtaek, 12 de fevereiro de 1540 – Geoje, 28 de agosto de 1597 - coreano: 원균, Hanja: 元均), foi um comandante naval coreano conhecido por suas vitórias contra a marinha do Japão durante a Guerra Imjin da dinastia Joseon.

## Carreira militar
Ao passar no exame de qualificação, ele foi designado para a fronteira norte para se defender dos Jurchens, que frequentemente invadiam aldeias coreanas. Won liderou campanhas de sucesso junto com Yi Il e Yi Sun-sin contra os Jurchens. Ele foi promovido a almirante em 1592 e enviado para a costa sul da província de Gyeongsang para comandar a Frota Oriental da província, com Yi Sun-sin, que se tornou almirante antes de Won e assumiu o comando da Frota Ocidental da província de Jeolla. Na época, Won e Yi eram líderes de cavalaria que não tinham experiência em guerra naval.

### Antes da invasão japonesa
O Japão havia acabado de se unir após um longo período de guerra interna por um novo líder, Toyotomi Hideyoshi, que se tornou o governante supremo da maior parte do Japão ao matar e cooptar muitos rivais para subir ao poder. Ele decidiu iniciar uma guerra expansionista contra os vizinhos do Japão, começando com Joseon como primeiro passo para a China, então sob a Dinastia Ming. Alguns coreanos perceberam que a ameaça do Japão era grande e argumentaram que a dinastia Joseon precisava se preparar para a invasão do Japão, bem como para a ameaça Jurchen existente. No entanto, o governo estava dividido em facções e as autoridades não conseguiam chegar a uma decisão.

### Primeira onda de invasão japonesa
Em 13 de abril de 1592, a frota japonesa, sob o comando de Katō Kiyomasa, lançou um ataque repentino na Frota Oriental da província de Gyeongsang e desativou todos os navios sob seu controle. O exército principal sob Kato e Konishi Yukinagadesembarcou na península coreana no dia seguinte e marchou para o norte. Won, o comandante da Frota Oriental da Província de Gyeongsang, também foi derrotado pelos invasores japoneses. (O predecessor de Won foi capaz de passar por uma inspeção de prontidão de combate da frota apenas um ano antes da guerra.) Com uma força capaz, o almirante Won poderia ter tido a oportunidade de interceptar e enfrentar as forças invasoras japonesas no mar, talvez impedindo ou atrasando a incursão japonesa. em solo coreano. No entanto, ele decidiu não agir de acordo com a inteligência naval em relação à incursão japonesa até que o grupo de desembarque japonês estabelecesse uma cabeça de praia e sitiasse com sucesso a cidade de Busan.
Nesse ponto, Won afundou muitos de seus navios em retirada para garantir que não fossem capturados pelas forças invasoras japonesas. Com quatro navios sob seu comando, Won pediu ajuda a Yi Sun-sin, que se preparou para a guerra e levantou uma frota menor e pronta para a batalha. O rei Seonjo finalmente ordenou que ambos os almirantes lutassem contra as forças japonesas em 2 de maio de 1592. Won e Yi começaram sua campanha dois dias depois, com o almirante Yi Eok-gi, comandante da Frota Oriental da Província de Jeolla que mais tarde se tornou o comandante da a Frota Ocidental da mesma Província após a promoção de Yi.
Em 7 de maio, a marinha coreana comandada por Yi destruiu uma frota japonesa na Batalha de Okpo. Mais tarde, Won foi promovido a general do exército e Yi tornou-se chefe do estado-maior naval.

### Conspiração para remover Yi Sun-sin
Em 1597, os japoneses decidiram interromper todas as negociações com os coreanos e a dinastia chinesa Ming e planejaram uma nova invasão da Coréia. Para fazer isso, eles planejaram remover o almirante Yi Sun-sin de sua posição. Espiões japoneses dirigidos por Konishi Yukinaga espalharam a notícia de que Katō Kiyomasa estava incitando outros japoneses a continuar lutando e logo cruzaria o mar. O rei Seonjo ordenou que o almirante Yi capturasse Kato, mas Yi se recusou a fazê-lo, pois sabia que as palavras eram invenções de agentes japoneses.
Seonjo temia uma possível tentativa de golpe de estado de Yi ou de seus partidários, o que nunca foi planejado, mas Seonjo se convenceu de que isso poderia acontecer a qualquer momento: Yi se recusou a cumprir suas ordens várias vezes e sua frota era a mais forte de combate. força em ambos os lados. Yi recusou-se a cumprir as ordens puramente por motivos táticos, mas o próprio ato de insubordinação, por mais justificável que fosse, assustou o rei além de seu limite. O rei Seonjo finalmente ordenou a execução de Yi, mas a corte real relutantemente, mas com sucesso, resistiu à ordem e foi capaz de reduzir a punição para prisão e rebaixamento. Yi foi colocado sob o comando de Gwon Yul para se recuperar dos ferimentos da tortura aplicada durante a investigação das acusações contra ele. Seonjo então substituiu Yi por Won Gyun como chefe do estado-maior naval.

### Batalha de Chilcheollyang - primeiro e último confronto naval de Won Gyun
Won também sabia que a informação era falsa e não avançou em direção a Busan pelas mesmas razões táticas que Yi relatou à corte real antes de sua destituição do cargo. Yi foi removido por recusar ordens para enfrentar os japoneses. O governo continuou a confiar nas informações e ordenou que Won atacasse os navios japoneses em Ungchŏn. Won atacou os japoneses - que estavam em sua maioria desarmados e protegidos pelo tratado de cessar-fogo para apoiar o processo de negociação que estava prestes a ser encerrado - e os derrotou. Ele perdeu um de seus navios de guerra e seu capitão durante o ataque. Ele não avançou após receber uma carta de protesto do comandante japonês. Então Marechal de Campo Gwon Yul, que também estava sob forte pressão do rei, chamou Won de volta ao seu quartel-general e mais uma vez ordenou que ele atacasse Busan. Won finalmente liderou a marinha em direção a Busan, junto com o almirante Yi Eok Ki, seguindo ordens apesar de considerações táticas.
Os japoneses a princípio pareceram recuar, mas era uma armadilha. Os japoneses estavam preparados para devastar a marinha Joseon antes da invasão terrestre. O número de navios japoneses era tão grande que a maioria dos coreanos foi completamente intimidada, incluindo o almirante Bae Seol. A frota japonesa, comandada por Todo Takatora, avançou em direção às frotas de Won Gyun. Won sabia que perderia a batalha, mas não teve escolha a não ser se envolver.
Na Batalha de Chilcheollyang, a maioria dos navios da Marinha Joseon foram destruídos. Won foi considerado morto em ação enquanto fugia, quando seu irmão foi morto durante esta batalha. Apenas o pequeno destacamento de doze navios de guerra sob o comando do almirante Bae Sŏl - que se recusou a participar e fugiu antes mesmo do início da batalha - sobreviveu. Todos os outros navios em combate foram destruídos ou desativados, junto com quase todos os oficiais de linha da marinha de Joseon e muitos comandantes de nível médio capazes.

## Resultado
A batalha abriu caminho para os japoneses avançarem para o Mar Amarelo, e Todo elaborou um plano para atacar Hanyang por terra e mar com Katō Kiyomasa e Konishi Yukinaga. No entanto, as esperanças do Japão foram esmagadas novamente pelo retorno de Yi Sun-sin na Batalha de Myeongnyang, que decidiria o vencedor da guerra devastadora. Apesar de qualquer controvérsia histórica, Won Gyun e Yi Sun-sin receberam elogios após suas mortes.